# Lampridiformes

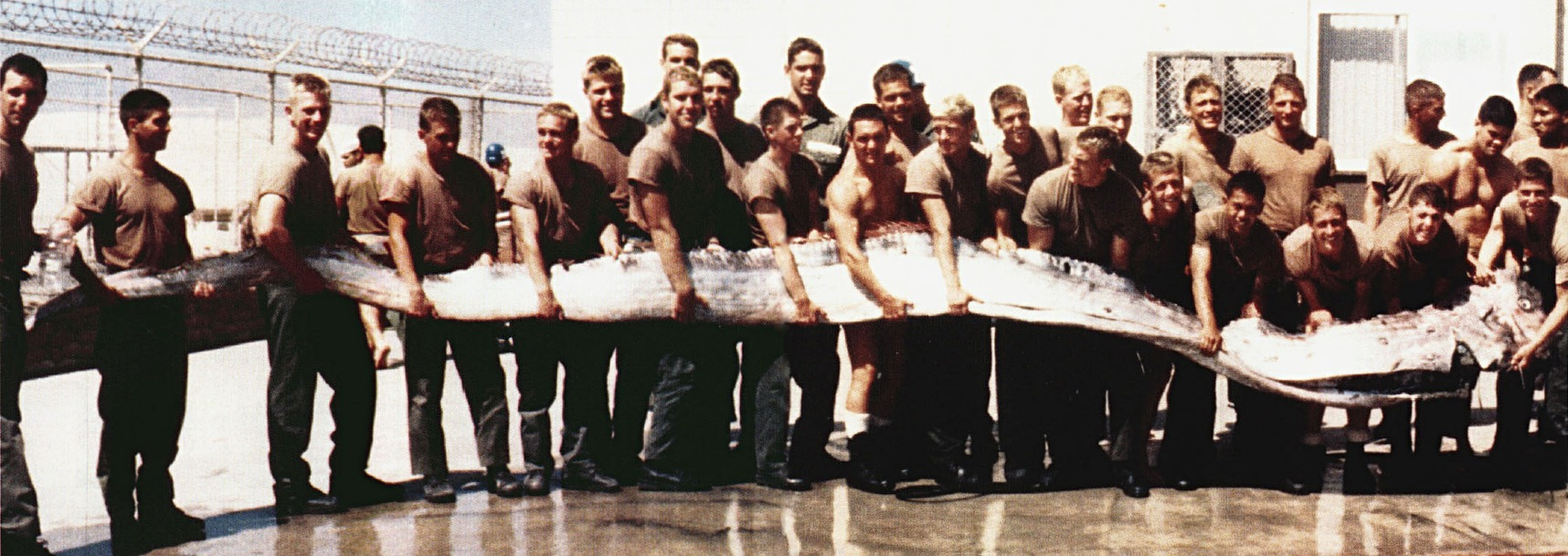
Aquesta foto es va presentar com una Nāga, serp mítica gegant, del Mekong capturada per soldats nord-americans durant la guerra del Vietnam, però és en realitat la foto d'un peix rem o "rei dels peixos" (Regalecus glesne), trobat a la costa del Pacífic dels Estats Units al 1996.

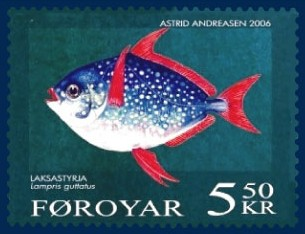
Lampris guttatus a un segell de les illes Fèroe.

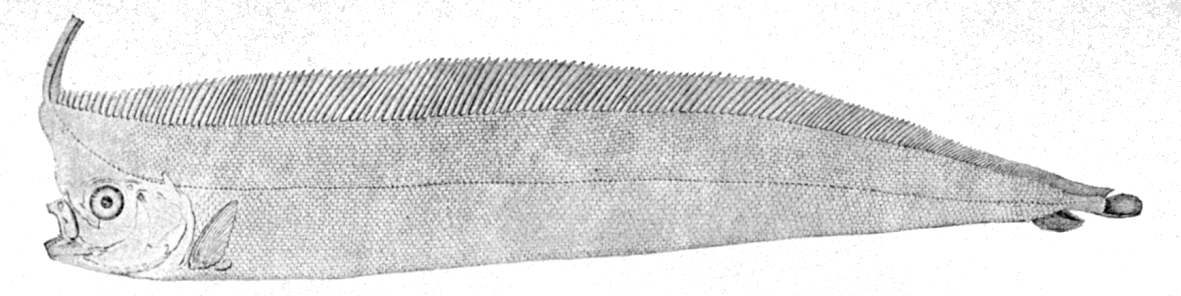
Lophotus lacepede

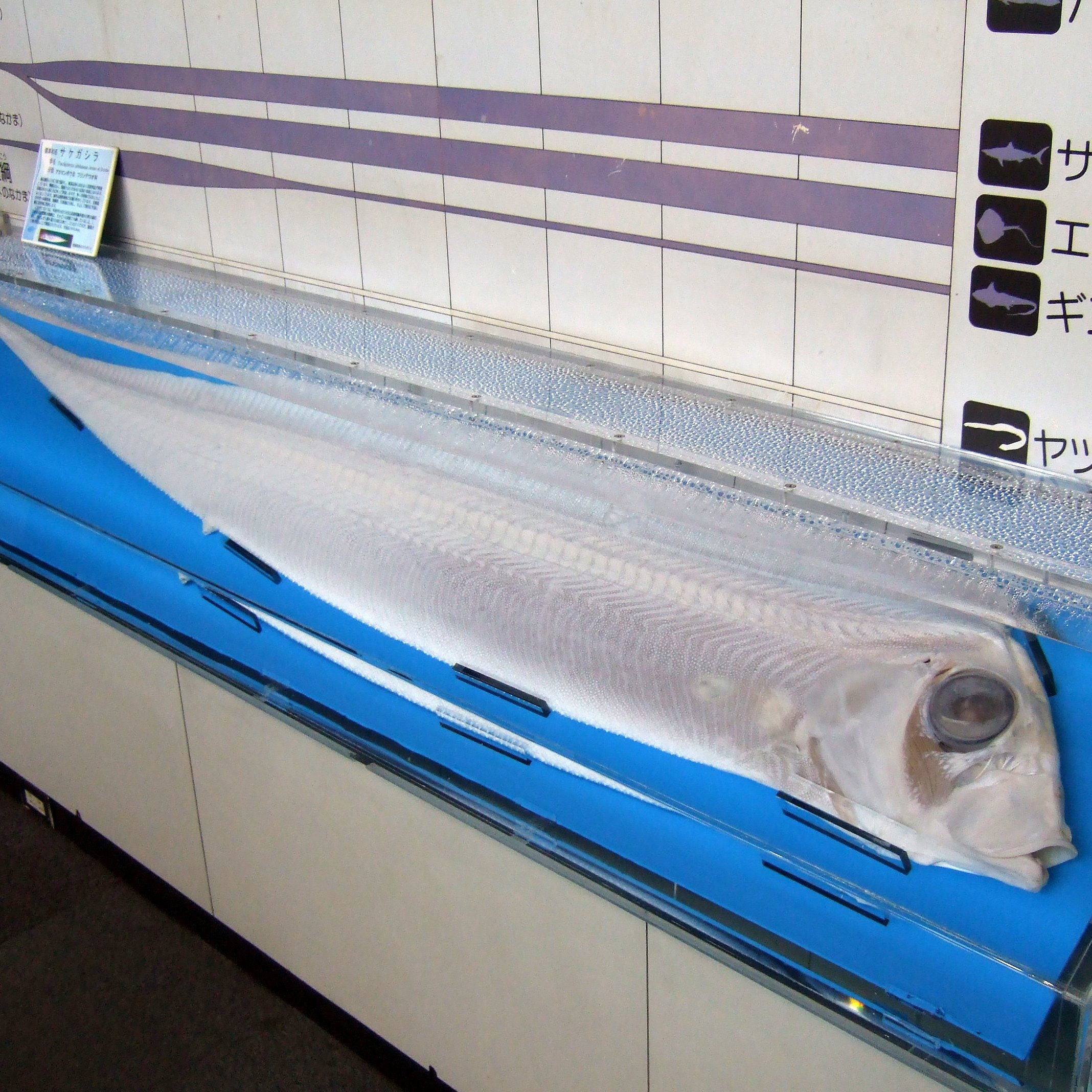
Trachipterus ishikawae

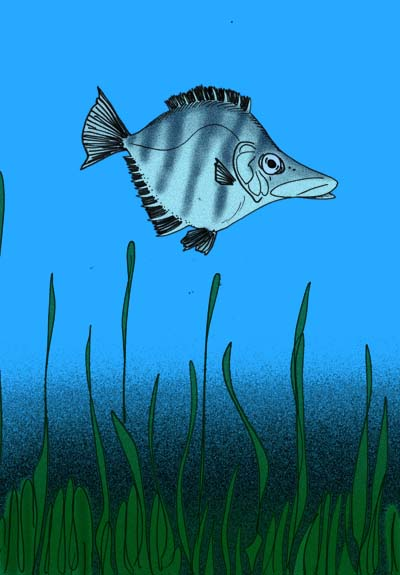
El lampridiforme fòssil Bathysoma lutkeni

Els lampridiformes (Lampridiformes) o lampriformes són un ordre de peixos osteïctis del superordre monotípic dels lampridiomorfs (Lampridiomorpha).

## Particularitats
Aquest ordre inclou el peix rem o "rei dels peixos", (Regalecus glesne), peix que viu a les profunditats dels oceans i que pot arribar a assolir grans dimensions.

## Famílies i gèneres
- Família Lamprididae
  - Gènere Lampris
    - Lampris guttatus
    - Lampris immaculatus
- Família Lophotidae
  - Gènere Eumecichthys
    - Eumecichthys fiski

  - Gènere Lophotus
    - Lophotus capellei
    - Lophotus lacepede
- Família Radiicephalidae
  - Gènere Radiicephalus
    - Radiicephalus elongatus
- Família Regalecidae
  - Gènere Agrostichthys
    - Agrostichthys parkeri

  - Gènere Regalecus
    - Regalecus glesne
    - Regalecus kinoi
    - Regalecus russelii
- Família Stylephoridae Swainson, 1839
  - Gènere Stylephorus
    - Stylephorus chordatus
- Família Trachipteridae
  - Gènere Desmodema
    - Desmodema lorum
    - Desmodema polystictum

  - Gènere Trachipterus
    - Trachipterus altivelis
    - Trachipterus arawatae
    - Trachipterus arcticus
    - Trachipterus fukuzakii
    - Trachipterus ishikawae
    - Trachipterus trachypterus

  - Gènere Zu
    - Zu cristatus
    - Zu elongatus
- Família Veliferidae
  - Gènere Metavelifer
    - Metavelifer multiradiatus

  - Gènere Velifer
    - Velifer hypselopterus

## Lampridiformes fòssils
Entre els gèneres i famílies fòssils cal mencionar:
- Gèneres:
  - Bajaichthys
  - Bathysoma[2]
  - Nardovelifer
  - Palaeocentrotus
- Família Turkmenidae
  - Turkmene
  - Danatinia
  - Analectis